# Chronologie du Portugal

## Moyen Âge
- 1097 : Henri de Bourgogne reçoit d'Alphonse VI de Castille et de León, le comté de Portugal.
- 1128 : Bataille de São Mamede entre Alphonse Henriques et sa mère Thérèse de León.
- 1139 : Alphonse Henriques se proclame roi de Portugal après la bataille d'Ourique.
- 1143 : Alphonse VII, roi de Castille et de León reconnaît Alphonse Ier comme roi de Portugal (traité de Zamora)
- 1147 : Alphonse Ier conquiert Lisbonne.
- 1179 : le pape Alexandre III reconnait officiellement Alphonse Ier comme le premier roi du Portugal.
- 1249 : Alphonse III repousse définitivement les Maures, par la conquête de l'Algarve.
- 1279-1325 : Denis Ier établit les bases éloignées des grandes expéditions maritimes d'une centaine d'années plus tard.
- 1355 : meurtre d'Inês de Castro (maîtresse du futur Pierre Ier), ordonné par Alphonse IV, père de ce dernier. À l'avènement de Pierre en 1357, Inès est déterrée et couronnée reine, les Grands du royaume doivent lui baiser la main.
- 1383-1385 : crise de succession de Ferdinand Ier. Jean, maître de l'ordre militaire d'Aviz, est déclaré roi par les Cortes de Coimbra et bat les Castillans dans la bataille d'Aljubarrota, le 14 août 1385.
- 1415 : prise de Ceuta, au Maroc, par Jean Ier.
- 1419 : João Gonçalves Zarco et Tristão Vaz Teixeira découvrent Madère.
- 1434 : sous la direction d'Henri le Navigateur, fils de Jean Ier, Gil Eanes dépasse le cap Boujdour et commence les navigations de découverte de la côte africaine.

## Voyages de découverte etempire
- 1434-1482 : plusieurs navigateurs, soit sous Henri le Navigateur, soit sous Alphonse V descendent la côte africaine, découvrant aussi les archipels du Cap Vert et de Sao Tomé-et-Principe.
- 1482 : Diogo Cão arrive à l'embouchure du fleuve Congo.
- 1488 : aboutissement des efforts de navigation: Bartolomeu Dias dépasse le Cap de Bonne-Espérance.
- 1494 : Jean II de Portugal et les Rois Catholiques signent le traité de Tordesillas partageant toutes les découvertes à venir. Pour les Portugais le monde à l'est d'une ligne 370 lieues à l'ouest des îles du Cap-Vert, ce qui inclura le Brésil.
- 1498 : Vasco de Gama arrive en Inde à Calicut. João Fernandes Lavrador découvre la côte du Labrador.
- 1500 : découverte du Brésil par Pedro Álvares Cabral.
- 1501 : Gaspar Corte-Real découvre la Terre-Neuve.
- 1509 : Francisco de Almeida, premier vice-roi d'Inde, bat les Mamelouks et les Ottomans à Diu (Gujarat).
- 1507-1510-1511 : Afonso de Albuquerque conquiert, successivement, Ormuz, Goa et Malacca.
- 1519-1521 : le Portugais Fernão de Magalhães réalise le premier tour du monde au service de Charles Quint.
- 1530 : la colonisation du Brésil démarre avec le système des capitanias.
- 1536 : l'Inquisition est établie au royaume.
- 1543 : fondation de Lourenço Marques (Maputo) au Mozambique.
- 1553 : la Chine donne Macao pour l'aide apportée contre les pirates.
- 1575 : fondation de Luanda, en Angola.
- 1578 : mort de Sébastien Ier à la bataille des Trois Rois, à Ksar el-Kébir (Maroc).
- 1580 : mort d'Henri Ier et perte de l'indépendance à la suite de la bataille d'Alcantara ; Philippe II d'Espagne s'empare du trône auquel il a naturellement droit, par sa mère Isabel de Portugal, des droits, devenant Philippe Ier de Portugal.

## XVIIe,XVIIIeetXIXesiècles
- 1640 : révolution du 1er décembre et restauration de l'indépendance du Portugal. Avènement de Jean IV.
- 1703 : traité de Methuen. Les textiles anglais entrent au Portugal sans être taxés contre un abaissement des charges sur les vins portugais en Angleterre.
- 1750-1777 : Gouvernement du Marquis de Pombal, ministre de Joseph Ier.
- 1755 : tremblement de terre de Lisbonne.
- 1759 : expulsion des Jésuites.
- 1777 : traité de San Ildefonso avec l'Espagne, qui fixe les frontières des deux empires en Amérique du Sud.
- 1801 : Guerre des Oranges avec l'Espagne, qui occupera Olivença, dont la frontière  est toujours contestée par le Portugal.
- 1807 : refusant d'accepter le Blocus continental, le Portugal est envahi par les armées de la France ; la reine Marie Ire se réfugie au Brésil avec la famille royale et la cour, le gouvernement portugais siège désormais à Rio de Janeiro.
- 1808 : débarquement des forces britanniques sous Wellesley, futur duc de Wellington et expulsion de l'occupant Français. Des troupes portugaises participeront à la Guerre d'Espagne. Ouverture des ports brésiliens au commerce mondial.
- 1809 : seconde invasion des troupes napoléoniennes.
- 1810 : troisième invasion des troupes napoléoniennes.
- 1815 : le Portugal prend le nom de Royaume-Uni de Portugal, du Brésil et des Algarves.
- 1820 : révolte libérale; début de la monarchie constitutionnelle.
- 1821 : le roi Jean VI retourne au Portugal et laisse son fils aîné Pierre comme régent au Brésil.
- 1822 : le régent Pierre, Pierre Ier, proclame l'indépendance du Brésil, reconnue par le Portugal en 1825. Le gouvernement adopte une nouvelle constitution très libérale.
- 1823 : Michel Ier de Portugal tente une première fois de restaurer l'absolutisme: épisode de la Vilafrancada.
- 1824 : deuxième tentative de Michel Ier de Portugal pour renverser le gouvernement libéral: l'Abrilada.
- 1828 : Michel Ier de Portugal se proclame roi. C'est le retour de l'absolutisme et le début d'une guerre civile.
- 1834 : victoire des troupes libérales.
- 1836 : révolution septembriste. le Portugal interdit l'esclavage dans ses colonies.
- 1838 : une nouvelle constitution est adoptée.
- 1842 : la charte constitutionnelle redevient la constitution du pays.
- 1846-1847 : le pays est en état de guerre civile; les mouvements se succèdent: la Patuleia, la Maria da Fonte, l'Emboscada. La convention de Gramido signe la fin des combats.
- 1861 : Louis Ier de Portugal devient roi.
- 1868 : Janeirinha, révolte qui renverse le gouvernement.
- 1889 : mort du roi Louis Ier de Portugal. Son fils Charles Ier de Portugal lui succède.
- 1890 : ultimatum britannique, exigeant du Portugal le retrait du projet qui visait à rejoindre les colonies d'Angola et du Mozambique en annexant les actuelles Zambie et Zimbabwe.

## XXesiècle
- 1901 : loi permettant le retour des ordres religieux expulsés du pays depuis 1834.
- 1906 : début d'une période de dictature menée par João Franco.
- 1908 : le roi Charles Ier et son fils aîné Louis Philippe sont assassinés.
- 1910 : fin de la monarchie, le roi Manuel II se réfugie au Royaume-Uni ; proclamation de la première république.
- 1911 : nouvelle constitution, séparation de l'Église et de l'État.
- 1916-1918 : le Portugal s'engage dans la Première Guerre mondiale aux côtés des alliés en France et en Afrique.
- 1926 : coup d'État militaire, début de la dictature militaire.
- 1932 : António de Oliveira Salazar est nommé président du conseil.
- 1933 : une nouvelle constitution, plébiscitée, établit l’Estado Novo: parti unique, interdiction du parti communiste, rétablissement des droits de l'église et du catholicisme d'État.
- 1936 : António de Oliveira Salazar soutient les Franquistes pendant la guerre civile espagnole.
- 1939-1945 : le Portugal, officiellement neutre, aide toutefois les Alliés et permet au Royaume-Uni et aux États-Unis d'utiliser les bases aériennes des Açores.
- 1949 : le Portugal est l'un des États fondateurs de l'OTAN.
- 1955 : entrée à l'ONU ; conflit avec l'Inde à propos de Goa.
- 1961 : l'Inde annexe Goa ; révoltes en Angola, Guinée-Bissau et Mozambique, la dictature militaire s'engage dans des expéditions pour préserver l'ordre portugais dans l'empire colonial.
- 1968 : Salazar tombe malade et est remplacé par Marcelo Caetano.
- 1970 : mort de Salazar.
- 1974 : révolution des Œillets : fin de la dictature militaire, début de la décolonisation.
- 1976 : le général António Ramalho Eanes est élu à la présidence de la République.
- 1986 : entrée du Portugal dans la Communauté économique européenne. Mário Soares est élu président.
- 1996 : Jorge Sampaio est élu président de la République (14 janvier).
- 1998 : exposition universelle de Lisbonne.
- 1999 : Macao, colonie, est rétrocédée à la Chine.
- 2000 : l'escudo (monnaie portugaise) laisse place à l'euro (1er janvier).

## XXIesiècle
- 2001 : Jorge Sampaio est réélu président de la République (14 janvier).
- 2002 : législatives anticipées : le Parti social-démocrate (centre-droit) forme une coalition de gouvernement avec le CDS-PP (droite).
- 2004 : Barroso devient le président de la Commission européenne.
- 2005 : victoire aux élections législatives, à la majorité absolue, du parti socialiste portugais.
- 2006 : élection au premier tour de la présidentielle d'Anibal Cavaco Silva (droite).
- 2010 : le mariage homosexuel est autorisé.